# Alexander Petrovskiy
Aleksandr Alekseyevich Petrovskiy (também Alexander Petrovskiy, em russo:  Александр Алексеевич Петровский; nascido em 3 de março de 1989) é um ciclista de pista profissional russo que competiu nos Jogos Olímpicos de Verão de 2008. Ele terminou em sexto lugar na perseguição por equipes de 4 km, juntante com Alexei Markov, Alexander Serov e Nikolay Trusov.